# Fort Recovery

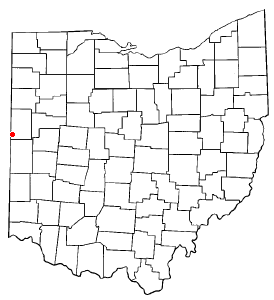
Fort Recovery na planie stanu Ohio

Fort Recovery – wieś w USA, w stanie Ohio, w hrabstwie Mercer. Aktualnie (2014) burmistrzem miejscowości jest Roger Broerman, a sołtysem Randy Diller.
Liczba mieszkańców w 2010 roku wynosiła 1 430, a w roku 2012 wynosiła 1 423.